# Campeonato Carioca de Futebol de 2019 - Série B1
O Campeonato Carioca da Série B1 de 2019 foi a 42ª edição da segunda divisão do campeonato estadual de futebol profissional do Rio de Janeiro. A competição foi organizada pela Federação de Futebol do Estado do Rio de Janeiro (FERJ). A competição ocorreu entre 25 de maio e 6 de outubro. O campeão foi o Friburguense, ao derrotar o America por 2 a 1 no segundo jogo da final após um empate em 1 a 1 no primeiro jogo.

## Regulamento
O regulamento é praticamente o mesmo da edição de 2017, com exceção da fase final. As semifinais, que definem o acesso, foram em dois jogos. A final também foi em dois jogos. Os três últimos foram rebaixados à Série B2 de 2020.
No primeiro turno, as equipes se enfrentaram dentro do próprio grupo. No segundo turno, as equipes de um grupo enfrentaram as do outro. Em ambos os turnos, os dois primeiros avançaram para as semifinais, que foram em jogo único. Os primeiros colocados jogaram em casa e com a vantagem do empate. Os vencedores passaram para a final, também em jogo único, com mando de campo sorteado. Os campeões de cada turno se juntam às equipes de melhor campanha na semifinal do Estadual. Os vencedores subiram ao Carioca de 2020 - Série A e fizeram a final da competição.

## Critérios de desempate
Para o desempate entre duas ou mais equipes segue-se a ordem definida abaixo:
1. Número de vitórias
2. Saldo de gols
3. Gols marcados
4. Número de cartões amarelos e vermelhos
5. Sorteio

## Participantes
| Equipe            | Cidade                | Em 2018            | Estádio            | Capacidade | Títulos            |
| ----------------- | --------------------- | ------------------ | ------------------ | ---------- | ------------------ |
| America           | Rio de Janeiro        | 15º (Série A 2019) | Giulite Coutinho   | 13 544     | 3 (último em 2018) |
| Angra dos Reis    | Angra dos Reis        | 15º                | Jair Toscano       | 1 500      | 0 (não possui)     |
| Artsul            | Nova Iguaçu           | 13º                | Nivaldo Pereira    | 2 184      | 0 (não possui)     |
| Audax Rio         | São João de Meriti    | 4º                 | Moça Bonita        | 9 024      | 0 (não possui)     |
| Barra da Tijuca   | Rio de Janeiro        | 10º                | Conselheiro Galvão | 2 136      | 0 (não possui)     |
| Bonsucesso        | Rio de Janeiro        | 5º                 | Moça Bonita        | 9 024      | 7 (último em 2011) |
| Campos            | Campos dos Goytacazes | 2º (Série B2)      | Ângelo de Carvalho | 900        | 0 (não possui)     |
| Duque de Caxias   | Duque de Caxias       | 11º                | Marrentão          | 3 334      | 0 (não possui)     |
| Friburguense      | Nova Friburgo         | 6º                 | Eduardo Guinle     | 5 500      | 2 (último em 1997) |
| Gonçalense        | São Gonçalo           | 14º                | Alziro de Almeida  | 900        | 0 (não possui)     |
| Goytacaz          | Campos dos Goytacazes | 16º (Série A 2019) | Ary de Oliveira    | 5 800      | 0 (não possui)     |
| Itaboraí          | Itaboraí              | 12º                | Alziro de Almeida  | 900        | 0 (não possui)     |
| Nova Cidade       | Nilópolis             | 1º (Série B2)      | Joaquim Flores     | 500        | 1 (último em 1988) |
| Olaria            | Rio de Janeiro        | 16º                | Rua Bariri         | 8 300      | 3 (último em 1983) |
| Sampaio Corrêa-RJ | Saquarema             | 3º                 | Lourival Gomes     | 1 800      | 0 (não possui)     |
| São Gonçalo EC    | São Gonçalo           | 9º                 | Alziro de Almeida  | 900        | 0 (não possui)     |
| Serra Macaense    | Macaé                 | 8º                 | Moacyrzão          | 15 000     | 0 (não possui)     |
| Serrano           | Petrópolis            | 17º                | Atílio Marotti     | 8 500      | 1 (último em 1999) |
| Tigres do Brasil  | Duque de Caxias       | 7º                 | Los Larios         | 6 300      | 0 (não possui)     |

## Primeiro Turno (Taça Santos Dumont)

#### Grupo A
| Classificação | Classificação         | Classificação | Classificação | Classificação | Classificação | Classificação | Classificação | Classificação | Classificação | Classificação | Classificação |
| Pos           | Times                 | Pts           | J             | V             | E             | D             | GP            | GC            | SG            | ZCR           |               |
| ------------- | --------------------- | ------------- | ------------- | ------------- | ------------- | ------------- | ------------- | ------------- | ------------- | ------------- | ------------- |
| 1             | America (C)           | 18            | 9             | 6             | 0             | 3             | 16            | 8             | +8            | Semi 1º Turno |               |
| 2             | Goytacaz (C)          | 17            | 9             | 4             | 5             | 0             | 14            | 6             | +8            | Semi 1º Turno |               |
| 3             | Gonçalense (E)        | 15            | 9             | 4             | 3             | 2             | 13            | 13            | 0             | Eliminados    |               |
| 4             | Sampaio Corrêa-RJ (E) | 14            | 9             | 4             | 2             | 3             | 15            | 10            | +5            | Eliminados    |               |
| 5             | Audax Rio (E)         | 14            | 9             | 4             | 2             | 3             | 14            | 13            | +1            | Eliminados    |               |
| 6             | Olaria (E)            | 13            | 9             | 3             | 4             | 2             | 9             | 9             | 0             | Eliminados    |               |
| 7             | São Gonçalo EC (E)    | 9             | 9             | 2             | 3             | 4             | 9             | 12            | -3            | Eliminados    |               |
| 8             | Nova Cidade (E)       | 9             | 9             | 2             | 3             | 4             | 7             | 14            | -7            | Eliminados    |               |
| 9             | Artsul (E)            | 8             | 9             | 1             | 5             | 3             | 7             | 11            | -4            | Eliminados    |               |
| 10            | Angra dos Reis (E)    | 4             | 9             | 1             | 1             | 7             | 7             | 16            | -9            | Eliminados    |               |

|  |                                   |
|  | Classificados para as Semi Finais |
|  | Eliminados                        |

| Resultados        | Resultados | Resultados | Resultados | Resultados | Resultados | Resultados | Resultados | Resultados | Resultados | Resultados |
|                   | ART        | ANG        | AME        | AUD        | GON        | GOY        | NOV        | OLA        | SAM        | SGO        |
| ----------------- | ---------- | ---------- | ---------- | ---------- | ---------- | ---------- | ---------- | ---------- | ---------- | ---------- |
| Artsul            | —          | —          | —          | 1-1        | 2-3        | 1-1        | 0-0        | —          | —          | —          |
| Angra dos Reis    | 2-1        | —          | —          | 1-2        | —          | 1-3        | —          | —          | 1-3        | 0-1        |
| America           | 3-0        | 3-1        | —          | —          | —          | —          | —          | 2-1        | 2-0        | —          |
| Audax Rio         | —          | —          | 1-3        | —          | 2-1        | —          | 4-0        | 1-1        | —          | 3-0        |
| Gonçalense        | —          | 0-0        | 1-0        | —          | —          | —          | 1-0        | 1-1        | —          | 3-2        |
| Goytacaz          | —          | —          | 1-0        | 4-0        | 2-2        | —          | 1-1        | —          | —          | —          |
| Nova Cidade       | —          | 2-1        | 0-3        | —          | —          | —          | —          | 1-2        | 2-1        | —          |
| Olaria            | 0-0        | 1-0        | —          | —          | —          | 1-1        | —          | —          | 0-2        | 2-1        |
| Sampaio Corrêa-RJ | 1-2        | —          | —          | 2-0        | 4-1        | 0-0        | —          | —          | —          | —          |
| São Gonçalo EC    | 0-0        | —          | 4-0        | —          | —          | 0-1        | 1-1        | —          | 2-2        | —          |

| Legenda: Vitória do mandante — Vitória do visitante — Empate |